# 久保田久雄 (俳優)
久保田 久雄（くぼた ひさお、1909年7月7日 - 没年不詳）は、日本の俳優である。本名久保田 久夫。新劇・新派の子役から松竹蒲田撮影所の子役に転身、「松竹キネマの名子役」に数えられた。

## 人物・来歴
1909年（明治42年）7月7日、東京府東京市浅草区田島町（現：東京都台東区西浅草2丁目）に生まれる、とされている。1923年（大正12年）に発行された『現代俳優名鑑』（揚幕社）には、東京市本所区（現在の墨田区本所）とあり、同書の発行された当時の住所が「浅草区田島町89番地」であると記述されている。父は旅回りの喜劇役者の栗原時太郎である。
浅草区松葉尋常小学校（現：台東区立松葉小学校）在学中の数え年9歳（満8歳）の頃、井上正夫の一座に参加し、佐藤紅緑がウィリアム・シェイクスピアの『ハムレット』から翻案した『新ハムレット』の本郷座公演に出演して「若様」を演じ、初舞台を踏む。その後、喜多村緑郎の一座で子役を務めていた。
1921年（大正10年）、松竹蒲田撮影所に入社、映画俳優に転向する。同年5月8日に公開された『夕刊売』（監督野村芳亭）で映画界にデビューした。島津保次郎の監督作品に多く出演し、高尾光子と並ぶ「名子役」と評され、『クオーレ』に想を得た『少年書記』（1923年）では、小川國松と組んで共演、ともに少年スターとなった。同年9月1日の関東大震災により、同撮影所の機能は京都の松竹下加茂撮影所に移転、久保田も異動した。同年発行の『現代俳優名鑑』によれば、当時、久保田は、前述の通り「浅草区田島町89番地」に父母と女中と住み、兄弟はなく、ジョン・バリモア（1882年 - 1942年）を崇拝しているという。まだ成長期にあった当時の身長は4尺5寸5分（約134.8センチメートル）、体重9貫800匁（約36.8キログラム）、当時の久保田にとっての代表作は、『生さぬ仲』（監督池田義臣、1921年）における「茂」役、および『子は鎹』（監督鈴木謙作、1922年）における「太郎」役であるという。
1925年（大正14年）に発行された『世界のキネマスター』（報知新聞社）によれば、同年当時、旧制麻布中学校の2年次に在学中であったという。満18歳となった1927年（昭和2年）8月12日に公開された『むさゝびの三吉』（監督重宗務）に主演したのを最後に、同社を退社した。翌1928年（昭和3年）、映画監督の細山喜代松が名古屋市道徳に立ち上げた第一映画聯盟に参加、『地獄極楽』および『出船の日』に出演した。同社についての詳しい記録は少ないが、同じく同社に参加した榎本健一の回想によれば、江川宇礼雄もともにいたという。同社の解散後は、東京シネマ商会が製作した『あゝ玉杯に花うけて』（監督小沢得二）に出演、同作は1929年（昭和4年）4月10日に公開された。1931年（昭和6年）からは、スタッフに転向、不二映画社の長篇劇映画や、日本電報通信社（電通）の短篇ドキュメンタリー映画に携わった。
第二次世界大戦後は、貸しスタジオに勤務したとされるが、『日本映画俳優全集・男優編』（キネマ旬報社）の記述によれば、時期は不明であるが、同書の発行された1979年（昭和54年）以前の時点で、すでに自殺したと伝えられている。没年不詳。

## フィルモグラフィ

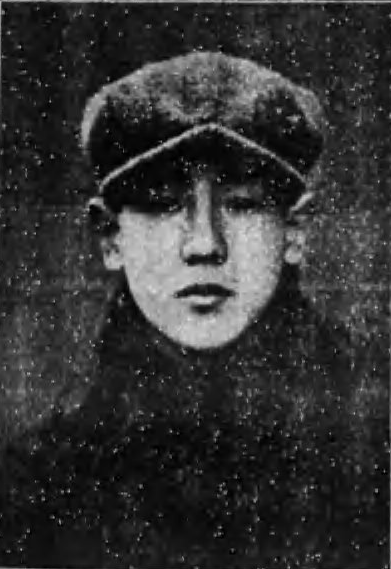
1923年（大正12年）、満14歳頃の写真

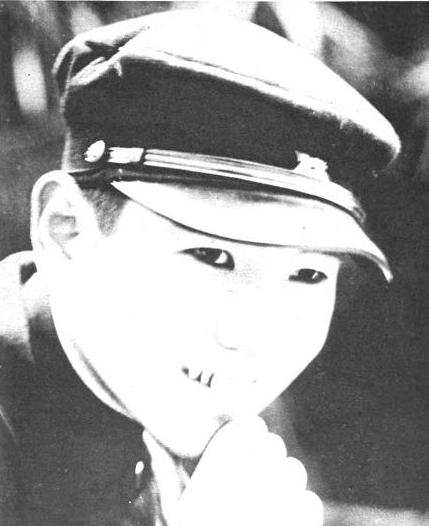
1925年（大正14年）、満16歳頃の写真

クレジットは特筆以外すべて「出演」である。公開日の右側には役名、および東京国立近代美術館フィルムセンター (NFC)、マツダ映画社所蔵等の上映用プリントの現存状況についても記す。同センター等に所蔵されていないものは、特に1940年代以前の作品についてはほぼ現存しないフィルムである。資料によってタイトルの異なるものは併記した。

### 松竹蒲田撮影所
すべて製作は「松竹蒲田撮影所」、配給は「松竹キネマ」、すべてサイレント映画である。
- 『夕刊売』（『二人夕刊売』）：監督野村芳亭、1921年5月8日公開 - 映画デビュー作[1][3][5]
- 『法の涙』：監督野村芳亭、1921年8月10日公開
- 『生さぬ仲』：監督池田義臣（池田義信）、1921年10月21日公開 - 茂[2]
- 『君が代』：監督池田義臣、1921年12月30日公開
- 『信州墓参 乃木将軍』（『乃木将軍』[7]）：監督賀古残夢、1921年12月31日公開
- 『渡り鳥』：監督島津保次郎、1922年2月21日公開
- 『野の花』：監督賀古残夢、1922年3月1日公開
- 『勇敢なる逓送夫』：監督島津保次郎、1922年3月21日公開
- 『孝女よし子』（『孝行女工』）：監督牛原虚彦、1922年5月1日公開 - 主演
- 『子は鎹』：監督鈴木謙作、製作日活向島撮影所、配給日活、1922年6月4日公開 - 太郎[2]
- 『野に咲く白百合』：監督島津保次郎、1922年6月10日公開
- 『運命の子』：監督島津保次郎、1922年7月1日公開
- 『噫小野訓導』：監督賀古残夢、1922年7月23日公開
- 『流れの涯』：監督牛原虚彦、1922年7月28日公開
- 『清水の次郎長』：監督野村芳亭、1922年7月31日公開 - 弟・又五郎
- 『噫新高』：監督島津保次郎、1922年10月14日公開
- 『堅き握手』：監督島津保次郎、1922年10月31日公開
- 『忍術ごっこ』：監督島津保次郎、1923年4月1日公開 - 主演
- 『自活する女』：監督島津保次郎、1923年4月16日公開
- 『兄弟』：監督島津保次郎、1923年5月10日公開 - 主演
- 『少年書記』：監督島津保次郎、1923年6月1日公開
- 『人性の愛』：監督牛原虚彦、1923年6月1日公開
- 『人肉の市』：監督島津保次郎、1923年6月15日公開 - 弟（幻影）
- 『大東京の丑満時 第四篇 喜劇篇』（『第四篇 終篇 喜劇の巻』[7]）：監督島津保次郎、1923年6月15日公開
- 『お転婆娘』：監督小沢得二、1923年8月7日公開
- 『平和村』：監督小沢得二、製作松竹下加茂撮影所、1923年11月3日公開 - 主演
- 『焔の行方』：監督池田義信、製作松竹下加茂撮影所、1923年11月9日公開
- 『子供の世界』：監督牛原虚彦、1924年2月22日公開
- 『無花果』：監督牛原虚彦、1924年3月23日公開
- 『感じの好い映画集 チュウリップの話』（『チューリップ』[7]）：監督牛原虚彦、1924年4月13日公開
- 『幻を追ふて』：監督吉野二郎、1925年2月11日公開
- 『母を呼ぶ声』：監督吉野二郎、1925年3月15日公開 - 主演
- 『郵便馬車』[7]（『郵便馬者』[6]）：監督吉野二郎、1925年7月24日公開
- 『義人の刃』：監督清水宏、1925年7月28日公開 - 次男・新之助
- 『お坊ちゃん』：監督島津保次郎、応援監督蔦見丈夫・五所平之助、1926年5月1日公開 - 給仕
- 『九官鳥』：監督野村芳亭、1927年1月28日公開 - 長男太郎
- 『白虎隊』：監督野村芳亭、1927年6月26日公開 - 石田和助
- 『むさゝびの三吉』（『むささびの三吉』[7]）：監督重宗務、1927年8月12日公開 - むさゝびの三吉

### フリーランス
下記の通りである。スタッフとしてかかわった作品は太字とした。
- 『地獄極楽』：:監督細山喜代松、製作・配給第一映画聯盟、1928年製作・公開 - 出演[1]
- 『出船の日』：監督細山喜代松、製作・配給第一映画聯盟、1928年製作・公開 - 出演[1]
- 『あゝ玉杯に花うけて』：監督小沢得二、製作・配給東京シネマ商会、サイレント映画、1929年4月10日公開 - 柳光一、90分尺で現存（NFC所蔵[8]）
- 『奥様ごらん 亭主受難の巻』：監督不明、製作・配給中村教育映画社、1930年前後 - 安健吉、11分尺で現存（NFC所蔵[8]）
- 『榮冠涙あり』：監督鈴木重吉、製作・配給不二映画社、1931年12月31日公開 - 監督補助、110分尺で現存（NFC所蔵[8]）
- 『熊の出る開墾地』：監督鈴木重吉、製作不二映画社、配給新興キネマ、1932年4月14日公開 - 監督補助、104分尺で現存（NFC所蔵[8]）
- 『軍歌 戦友』：監督山口辰雄、製作キヨノ映画、配給日活、短篇映画、1933年3月15日公開 - 編集
- 『雁来紅』：監督鈴木重吉、製作入江ぷろだくしょん、配給新興キネマ、1934年11月22日公開 - 監督補助

- 『交通と文化』：製作日本電報通信社（電通）、配給日東商事、短篇映画、1941年2月8日公開 - 構成
- 『強く育てよ』：製作日本電報通信社、配給日東商事、短篇映画（電通映画生活文化シリーズ第1篇）、1940年4月18日公開 - 構成
- 『女でまもる村』：製作日本電報通信社、配給日東商事、短篇映画（電通生活文化シリーズ）、1940年7月18日 公開 - 監督
- 『日本茶』：製作日本電報通信社、配給日東商事、短篇映画、1940年8月15日公開 - 構成
- 『農村民芸』：製作日本電報通信社、配給日東商事、短篇映画（生活文化シリーズ）、1940年ころ公開 - 構成